# Sharon Leal
Sharon Ann Leal (Tucson, 17 ottobre 1972) è un'attrice e cantante statunitense. È nota per i suoi ruoli in film come Dreamgirls (2006), This Christmas - Natale e altri guai (2007), Why Did I Get Married? (2007), Why Did I Get Married Too? (2010) e per i suoi ruoli nelle serie televisive Legacy, Guiding Light e Boston Public.

## Filmografia

### Attrice

#### Cinema
- Face the Music, regia di Jeff Howard (2001)
- What Are the Odds, regia di Bev Land – cortometraggio (2004)
- Dreamgirls, regia di Bill Condon (2006)
- Labirinto di inganni 2 (Motives 2), regia di Aaron Courseault (2007)
- Why Did I Get Married?, regia di Tyler Perry (2007)
- This Christmas - Natale e altri guai (This Christmas), regia di Preston A. Whitmore II (2007)
- Linewatch - La scelta (Linewatch), regia di Kevin Bray (2008)
- Soul Men, regia di Malcolm D. Lee (2008)
- Why Did I Get Married Too?, regia di Tyler Perry (2010)
- Little Murder, regia di Predrag Antonijevic (2011)
- Woman Thou Art Loosed: On the 7th Day, regia di Neema Barnette (2012)
- 1982, regia di Tommy Oliver (2013)
- The Last Letter, regia di Paul D. Hannah (2013)
- Freedom, regia di Peter Cousens (2014)
- Addicted - Desiderio irresistibile (Addicted), regia di Bille Woodruff (2014)
- 36 Hour Layover, regia di Mark Harris (2016)
- Shot, regia di Jeremy Kagan (2017)
- Amateur, regia di Ryan Koo (2018)
- Bella's Story, regia di Yancey Arias (2018)
- Paper Friends, regia di Jasmin S. Greene e Martinique Hines (2019)
- Blindfire, regia di Michael Nell (2020)

### Televisione
- Sentieri (The Guiding Light) – soap opera, 218 puntate (1996-1999)
- Legacy – serie TV, 18 episodi (1998-1999)
- Boston Public – serie TV, 69 episodi (2000-2004)
- LAX – serie TV, episodi 1x03-1x09-1x13 (2004-2005)
- Las Vegas – serie TV, episodio 2x13 (2005)
- CSI: Miami – serie TV, episodio 5x12 (2007)
- Private Practice – serie TV, 5 episodi (2009)
- Limelight, regia di David Semel – film TV (2009)
- Hellcats – serie TV, 22 episodi (2010-2011)
- Suits – serie TV, episodi 1x04-3x12 (2011, 2014)
- Person of Interest – serie TV, episodio 2x07 (2012)
- Guilty, regia di McG – film TV (2013)
- Perception – serie TV, episodio 2x14 (2014)
- Grimm – serie TV, 5 episodi (2014-2016)
- White Water, regia di Rusty Cundieff – film TV (2015)
- The Good Wife – serie TV, episodio 6x22 (2015)
- Reed Between the Lines – serie TV, episodi 2x03-2x04-2x05 (2015)
- Recovery Road – serie TV, 10 episodi (2016)
- Dead of Summer – serie TV, episodi 1x08-1x10 (2016)
- Supergirl – serie TV, 16 episodi (2016-in corso)
- Untitled Jenny Lumet Project, regia di Richard Shepard – film TV (2017)
- Underground, regia di Rock Jacobs – miniserie TV (2018)
- Instinct – serie TV, 21 episodi (2018-2019)
- The Good Doctor – serie TV, 4 episodi (2018-2019)
- Council of Dads – serie TV, 4 episodi (2020)
- Pretty Little Liars: Original Sin – serie TV, 8 episodi (2022)

## Doppiatrici italiane
Nelle versioni in italiano delle opere in cui ha recitato, Sharon Leal è stata doppiata da:
- Laura Latini in Dreamgirls, Hellcats, Boston Public (2^ voce)
- Chiara Colizzi in Perception, Instinct
- Federica De Bortoli in Private Practice, Suits (ep. 1x04)
- Barbara De Bortoli in Boston Public (1^ voce)
- Rossella Acerbo in This Christmas - Natale e altri guai
- Domitilla D'Amico in Soul Men
- Irene Di Valmo in CSI: Miami
- Ilaria Latini in Suits (ep. 3x12)
- Stella Musy in Person of Interest
- Roberta Pellini in Council of Dads
- Paola Majano in Addicted - Desiderio irresistibile
- Selvaggia Quattrini in Supergirl
- Maddalena Vadacca in Sentieri
- Claudia Razzi in Legacy
- Giuppy Izzo in Grimm
- Miriam Spera in Amateur
- Rachele Paolelli in Pretty Little Liars: Original Sin